# Боил
 Тази статия е за прабългарската титла.  За селото вижте Боил (село).  
Боила е титла, носена от част от прабългарското болярско съсловие. Предполага се, че има старотюркски произход.
В зависимост от имуществото си или функциите, които изпълнявали в държавната администрация болярите в Първата българска държава се делели на:
- боили (първенци) и
- багаини (военни началници).

Боилите се делели на вътрешни („велики“) и външни („малки“). Вътрешните оглавявали т. нар. комитати.
Ако боилът изпълнявал държавна функция това било указвано чрез добавяне на съответната титла към името му, например ичиргу боила Мостич.